# Ланкашир, Сара
Сара-Джейн Эбигейл Ланкашир (англ. Sarah-Jane Abigail Lancashire; родилась 10 октября 1964, Урмстон, Ланкашир, Великобритания) — британская актриса театра, кино и телевидения. Она окончила музыкально-драматическую школу Гилдхолла в 1986 году и начала свою карьеру в местном театре, одновременно преподавая драматургию в Университете Солфорда. Ланкашир стала известной благодаря своим работам в телесериалах «Улица Коронации» (1991—1996, 2000), «Там, где сердце» (1997—1999), «Отсчёт времени» (2000). В июле 2000 года она подписала двухлетний контракт с ITV, который сделал ее самой высокооплачиваемой телевизионной актрисой Великобритании.
В последующие годы Ланкашир снялась в костюмированных драмах «Оливер Твист» (2007), «Дамское счастье» (2012). С 2012 года она заслужила широкое признание критиков за свои роли в сериалах «Последнее танго в Галифаксе» (2012—2020) и «Счастливая долина» (с 2014). Ланкашир снимается в кино, играет в театрах Вест-Энда. Она получила ряд престижных наград и номинаций, в том числе две победы на телевизионной премии Британской академии при пяти номинациях. В 2017 году она стала офицером, а в 2024 — командором ордена Британской империи.
Ланкашир дважды выходила замуж: за преподавателя музыки Гэри Харгривса (1986, пара распалась в 1995) и за продюсера Питера Салмона (2001). В первом браке родились двое сыновей (1987 и 1989), во втором ещё один (2003). 

## Фильмография
| Год       |   | Русское название                            | Оригинальное название                  | Роль             |
| --------- | - | ------------------------------------------- | -------------------------------------- | ---------------- |
| 1987—1996 | с | Улица Коронации                             | Coronation Street                      | Венди Фармер     |
| 1988—1988 | с | Драмарама                                   | Dramarama                              | Дженис Доббс     |
| 1989—1989 | с | Брэдли                                      | Bradley                                | Венди            |
| 1997—1999 | с | Там, где сердце                             | Where the Heart is                     | Рут Годдард      |
| 2000—2000 | с | Отсчёт времени                              | Clocking Off                           | Ивонн Колаковски |
| 2007      | ф | Когда ты в последний раз видел своего отца? | And When Did You Last See Your Father? | Бити             |
| 2007      | с | Молокососы                                  | Skins                                  | Мэри Майлз       |
| 2012—2020 | с | Последнее танго в Галифаксе                 | Last Tango in Halifax                  | Кэролайн Доусон  |
| 2014      | с | Счастливая долина                           | Happy Valley                           | Кэтрин Кейвуд    |
| 2019      | ф | Yesterday                                   | Yesterday                              | Лиз              |